# SHORAN
SHORAN (Abkürzung von Short Range Navigation, Kurzstreckennavigation) war ein im Zweiten Weltkrieg entwickeltes Funknavigationssystem, um Bomber präzise zu ihren Zielen zu leiten.
Es funktionierte mittels Transponder-Stationen am Boden, deren Positionen bekannt waren. Das Flugzeug sendete Funksignale aus, welche der Transponder beantwortete. Aus der Laufzeit der Signale konnte der Abstand zur Bodenstation berechnet werden.
In der Praxis benötigte der Bomber zwei Bodenstationen, und er flog in konstantem Abstand zur einen Bodenstation einen Bogen. Sobald die Distanz zur zweiten Bodenstation korrekt war, wurden die Bomben abgeworfen.

## Ursprung

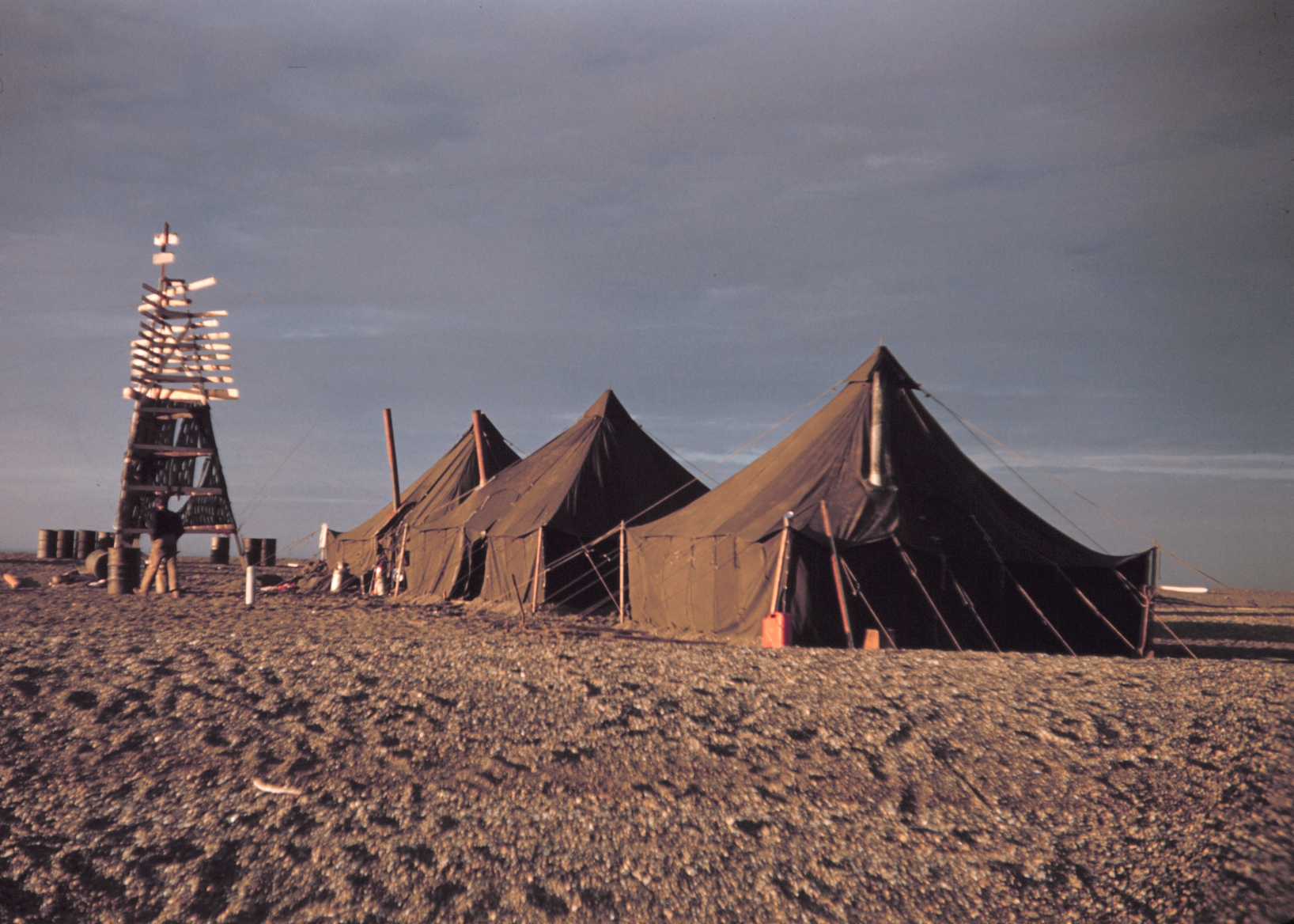
Eine SHORAN-Bodenstation in Alaska (1950)

Im Jahr 1938 erkannte der RCA-Ingenieur Stuart William Seeley während seinen Arbeiten an einer experimentellen Fernseh-Technik, dass man durch Zeitunterschiede beim Empfang von Radiosignalen Distanzen berechnen könnte. Im Sommer 1940 stellte er die Idee der Army Air Force vor, und die erste Flugerprobung fand im August 1942 statt. Im Dezember 1944 folgte der erste Einsatz im Zweiten Weltkrieg, nämlich in Norditalien.
Während der Entwicklungsphase besuchten Seeley und ein anderer RCA-Ingenieur England, wo sie das britische Oboe-System beobachten konnten. Dieses war nur in der Lage, ein Flugzeug zur selben Zeit zum gewünschten Ziel zu lenken. SHORAN erlaubte es zwanzig Flugzeugen, zur selben Zeit ihre Position zu bestimmen.
Auf dem Rückflug in die Vereinigten Staaten gingen fast alle Aufzeichnungen zum SHORAN-System bei einem Flugzeugabsturz verloren, und so musste Seeley die Pläne aus seinem Gedächtnis rekonstruieren.

## Einschränkungen
Die Distanz vom Flugzeug zu den Bodenstationen durfte 480 Kilometer nicht überschreiten. Ebenso musste, vom Flugzeug aus gesehen, der Winkel zwischen den Bodenstationen zwischen 30 und 150 Grad betragen.
Da eine Sichtverbindung zwischen den Bodenstationen und dem Flugzeug bestehen musste, waren die Maschinen dazu gezwungen, hoch zu fliegen. Bedingt durch das Anflugverfahren (Kreisbogen um die eine Station fliegen, Bombenabwurf bei einer definierten Distanz zur anderen Station) gab es nur vier mögliche Anflüge zu jedem Ziel.

## Korea-Krieg und Erdölförderung
Im Korea-Krieg benutzten B-26- und B-29-Bomber das SHORAN-System. Nachdem die SHORAN-Operateure sich mit der jeweiligen Topographie vertraut gemacht hatten und die Bodenstationen an geeigneten Standorten (Hügel und Inseln) aufgebaut wurden, verwandelte sich SHORAN in ein zuverlässiges und genaues Navigationssystem.
Nach dem Krieg wurden zahlreiche SHORAN-Systeme von Firmen eingesetzt, die mittels Bohrschiffen und Bohrplattformen nach Erdöl und Erdgas suchten. Auf Lastwagen montierte Bodenstationen erlaubten eine genaue Positionierungsbestimmung viele Kilometer abseits fernab von der Küste, und somit eine effiziente, systematische Suche nach Rohstoffen.